# Tata Play
Tata Play est un fournisseur de télévision par satellite à diffusion directe en Inde, transmettant à l'aide du satellite INSAT-4A (en) et GSAT-10. Incorporé en 2004.
Ses principaux concurrents sont : Airtel Digital TV, Dish TV, Sun Direct, Reliance Digital TV, DD Free Dish et Videocon d2h. Il offre actuellement 480 chaînes SD et 87 chaînes et services HD ainsi que d'autres services actifs.

## Histoire
Tata Sky est une coentreprise entre Tata Group et 21st Century Fox, qui la possèdent respectivement à 70 % et à 20 %. Tata Sky a été constituée en 2001, mais a lancé ses services le 8 août 2006. En 2008, Temasek Holdings, société basée à Singapour, achète 10 % de la participation du groupe Tata dans Tata Sky.
Le 26 janvier 2022, Tata Sky a été rebaptisée Tata Play.